# 51. ročník udílení Filmových cen Britské akademie
51. ročník udílení Filmových cen Britské akademie se konal 19. dubna 1998. Ocenění se předávalo nejlepším filmům a dokumentům britským i mezinárodním, které se promítaly v britských kinech v roce 1997.

## Vítězové a nominovaní
Tučně jsou označeni vítězové.
| Nejlepší film | Nejlepší režisér |
| --- | --- |
| Do naha! - L. A. – Přísně tajné - Paní Brownová - Titanic                                                                           | Baz Luhrmann - Romeo a Julie - James Cameron - Titanic - Peter Cattaneo - Do naha! - Curtis Hanson - L. A. – Přísně tajné                                          |
| Nejlepší herec v hlavní role | Nejlepší herečka v hlavní roli |
| Robert Carlyle - Do naha! - Billy Connolly - Paní Brownová - Kevin Spacey - L. A. – Přísně tajné - Ray Winstone - Pouze vnitrožilně | Judi Dench - Paní Brownová - Kim Basinger - L. A. – Přísně tajné - Helena Bonham Carter - Křídla vášně - Kathy Burke - Pouze vnitrožilně                           |
| Nejlepší herec ve vedlejší roli | Nejlepší herečka ve vedlejší roli |
| Tom Wilkinson - Do naha! - Mark Addy - Do naha! - Rupert Everett - Svatba mého nejlepšího přítele - Burt Reynolds - Hříšné noci     | Sigourney Weaver - Ledová bouře - Jennifer Ehle - Oscar Wilde - Lesley Sharp - Do naha! - Zoë Wanamaker - Oscar Wilde                                              |
| Nejlepší původní scénář | Nejlepší adaptovaný scénář |
| Pouze vnitrožilně - Gary Oldman - Hříšné noci - Paul Thomas Anderson - Do naha! - Simon Beaufoy - Paní Brownová - Jeremy Brock      | Romeo a Julie - Baz Luhrmann a Craig Pearce - Ledová bouře - James Schamus - L. A. – Přísně tajné - Curtis Hanson a Brian Helgeland - Křídla vášně - Hossein Amini |
| Nejlepší kamera | Nejlepší britský film |
| Křídla vášně - L. A. – Přísně tajné - Romeo a Julie - Titanic                                                                       | Pouze vnitrožilně - Den co den - Pidilidi - Do naha! - Paní Brownová - Za přední linií                                                                             |
| Nejlepší původní hudba | Nejlepší zvuk |
| Romeo a Julie - Nellee Hooper - Do naha! - Anne Dudley - L. A. – Přísně tajné - Jerry Goldsmith - Titanic - James Horner            | L. A. – Přísně tajné - Do naha! - Romeo a Julie - Titanic |
| Nejlepší produkční design | Nejlepší speciální efekty |
| Romeo a Julie - L. A. – Přísně tajné - Paní Brownová - Titanic                                                                      | Pátý element - Pidilidi - Muži v černém - Titanic |
| Nejlepší kostýmní design | Nejlepší masky |
| Paní Brownová - L. A. – Přísně tajné - Titanic - Křídla vášně                                                                       | Křídla vášně - L. A. – Přísně tajné - Paní Brownová - Titanic |
| Nejlepší střih | Nejlepší cizojazyčný film |
| L. A. – Přísně tajné - Do naha! - Romeo a Julie - Titanic                                                                           | Byt - The Tango Lesson - Můj růžový život - Lucie Aubracová |